# Masami Nagasawa

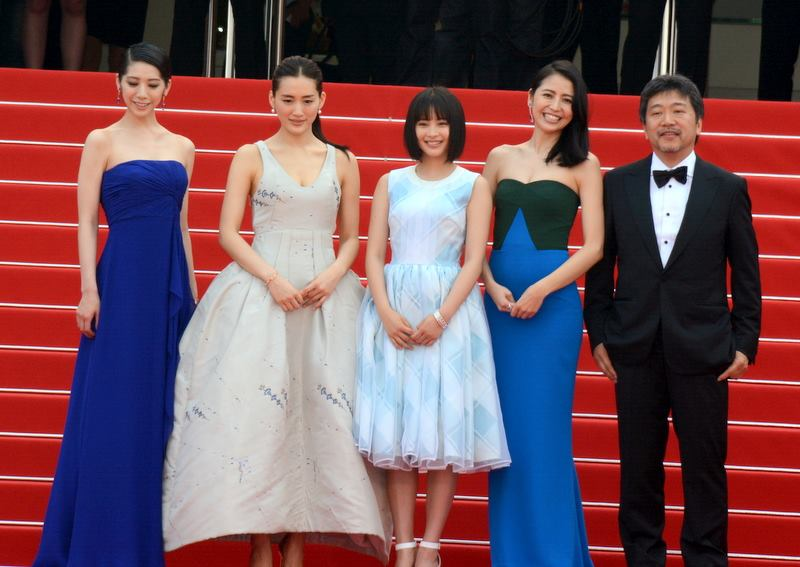
Masami Nagasawa (segunda por la derecha) en el Festival de Cannes en 2015

Masami Nagasawa (長澤 まさみ Nagasawa Masami?, Iwata, Prefectura de Shizuoka, Japón, 3 de junio de 1987) es una actriz y modelo japonesa.

## Biografía
Nagasawa nació el 3 de junio de 1987 en la ciudad de Iwata, prefectura de Shizuoka. Es hija del jugador de fútbol Kazuaki Nagasawa. Uno de los papeles más notables de Nagasawa es en la película Gunjo, basada en una novela de Ayako Miyagi y dirigida por Yosuke Nakagawa. Gunjo fue la segunda película japonesa producida por 20th Century Fox. La filmación finalizó el 5 de agosto de 2008 y fue estrenada en la primavera de 2009, aunque Fox inicialmente pretendía estrenarla en el Festival Internacional de Cine de Berlín en febrero.
Junto a Joe Odagiri, Nagasawa protagonizó el drama de TBS, Boku no Imoto, serie en la cual interpretaron el papel de hermanos.
El 20 de octubre de 2009, Nagasawa protagonizó la película Magare! Spoon, filme que se estrenó en el Festival Internacional de Cine de Tokio. En la película, interpreta a una torpe subdirectora de un programa de televisión sobre lo paranormal, sin saber que el café en el que está varada en Nochebuena es el lugar para una reunión anual de hombres con poderes psíquicos.
En 2010, para celebrar su 50° aniversario, Fuji Television anunció un especial televisivo titulado Wagaya no Rekishi. La historia tiene lugar entre 1945 y 1964, y narra las vidas de los siete miembros de la familia ficticia Yame. Nagasawa fue uno de los miembros del elenco. El drama se transmitió durante tres noches consecutivas en la primavera de 2010.

## Películas
- Cross Fire (2000, Tōhō)
- Nagori yuki (2001, Daiei)
- Yomigaeri (2003, Toho)
- Godzilla x Mothra x Mechagodzilla: Tokyo S.O.S. (2003, Toho)
- Robokon (2003, Toho)
- Ashura no Gotoku (2003, Toho)
- Crying Out Love, In the Center of the World (2004, Toho)
- Shinkokyu no Hitsuyou (2004, Shochiku)
- Godzilla: Final Wars (2004, Toho)
- Tatchi (2005, Toho)
- Nada sousou (2006, Toho)
- Sono toki wa kare ni yoroshiku (2007, Toho)
- Kakushi toride no san akunin (2008, Toho)
- Detroit Metal City (2008) (voice over)
- La maison en petits cubes (2008)
- Gunjo (2009)
- Magare! Spoon (Find me a Psychic!) (2009)
- La colina de las amapolas (Kokuriko-zaka kara) (2011)
- Moteki (2011, Toho)
- Umimachi Diary (海街ｄｉａｒｙ) (2015)
- Sanpo suru shinryakusha (2017)
- Gintama (2017)
- Bleach (2018)
- Masquerade Hotel (マスカレード・ホテル?), (2019)
- Shin Kamen Rider (2023)[7]

## Premios
En la vigesimoctava ceremonia de los Premios de la Academia Japonesa, ganó un premio a mejor actriz de reparto en Crying Out Love, In the Center of the World.